# Tendes de campanya de l'Exèrcit Republicà
Les Tendes de campanya de l'Exèrcit Republicà és una obra de Pujalt (Anoia) protegida com a Bé Cultural d'Interès Local.

## Descripció
Dins de les infraestructures d'habitatge del campament del 18è cos d'exercit republicà, juntament amb els barracons hi havia una zona on es van construir una sèrie de tendes de tipus suis. Es van aterrassar dues esplanades on es van bastir un total d'onze tendes de campanya (cinc a la terrassa inferior i sis a la superior). Actualment s'ha conservat la base circular feta de pedra i sobre la qual es muntaven les tendes de lona subjectades en un pal central.

## Història
Durant la guerra civil de 1936-39 s'instal·là a Pujalt la base d'instrucció militar del 18è cos d'exercit republicà, ja que era un bon lloc des del punt de vista estràtegic. Pujalt està situat a la vora de les principals vies de comunicació de la Catalunya central. Estava allunyat del front de batalla i a més oferia la infraestructura i equipaments necessaris per acollir la tropa. El campament de Pujalt és de fet un conjunt únic dins dels campaments republicans.